# Walckenaeria cyprusensis
Walckenaeria cyprusensis là một loài nhện trong họ Linyphiidae.
Loài này thuộc chi Walckenaeria. Walckenaeria cyprusensis được Jörg Wunderlich miêu tả năm 1995.